# Нарівський Анатолій Васильович
Анато́лій Васи́льович Нарівський — доктор технічних наук (2006), лауреат Державної премії України в галузі науки і техніки (2008) член-кореспондент НАН України (2018, матеріалознавство, технологія металів).
Заслужений діяч науки і техніки України (2020).

## З життєпису
Випускник 1967 року Харківського політехнічного інституту.
Лауреат Премії імені З. І. Некрасова 2000 року — за цикл праць «Розробка теоретичних основ і створення нових технологічних процесів підвищення якості металів шляхом обробки розплавів заглибленими плазмовими струменями»; співавтори Мовчан Василь Максимович та Найдек Володимир Леонтійович.
Станом на 2008 рік — доктор технічних наук, провідний науковий співробітник Фізико-технологічного інституту металів та сплавів НАН України.
Лауреат Державної премії України в галузі науки і техніки (2008) — за розробку та впровадження нових способів і технологій фізико-хімічної обробки, розливання міді та її сплавів, одержаних з відходів, і виготовлення з них деформованих профілів та напівфабрикатів; співавтори Дубодєлов Віктор Іванович, Іванченко Василь Якович, Кваченюк Микола Євгенович, Кожанов Володимир Андрійович, Савєнков Юрій Дмитрович, Шинкаренко Павло Семенович, Шпаківський Володимир Олександрович.
Директор Фізико-технологічного інституту металів та сплавів (з 2017).
Заступник голови вченої ради Фізико-технологічного інституту металів та сплавів; член спеціалізованої вченої ради із захисту дисертацій (з березня 2017).
З березня 2018 року — у персональному складі Відділення фізико-технічних проблем матеріалознавства НАНУ.
Серед робіт: «Технології одержання металів та сплавів для ливарного виробництва: навчальний посібник», співавтори Верховлюк А. М., Могилатенко Володимир Геннадійович; за редакцією академіка В. Л. Найдека, 2016.
Серед патентів: «Спосіб рафінування сталі» 2013, співавтори Ганжа Микола Сергійович, Курпас Володимир Іванович, Мельник Сергій Григорович, Найдек Володимир Леонтійович, Пісмарьов Костянтин Євгенович, Сичевський Анатолій Антонович.